# Soliva (Huesca)
Soliva es una localidad española despoblada perteneciente al municipio de Arén, en la Ribagorza, provincia de Huesca, Aragón. Su lengua propia es el catalán ribagorzano.

## Historia
En el censo del 1549 aparece como feudo de Jorge Miguel de Erill pero poco después debió de quedar bajo la autoridad del Monasterio de Santa María de Mur, cuando Clemente VII decretó su secularización en el 1592 por lo que solo quedó un pavorde como autoridad de las parroquias de Mur, Guardia, Meull, Moro, Alsina, Estorn, Puigcercós, el priorato de Santa Lucía y la parroquia de Soliva de Aragón.
Según Madoz, la población contaba con cuatro casas en el 1825.

## Toponimia
Soliva proviene del latín IPSA OLIVA (el olivar en castellano), y de IPSA sale el artículo catalán arcaico y balear sa, y de ahí Sa Oliva. En el siglo XV aparece como Çoliva.

## Monumentos
- Iglesia románica  de Nuestra Señora de los Remedios del siglo XII con modificaciones del XVIII.[3]Es un templo de una sola nave cubierta con bóveda de cañón que finaliza en un ábside semicircular al que tras sus modificaciones se le añadieron capillas laterales y un coro ubicado a los pies del templo, mientras que las reformas en el interior se limitaron a tapiar la cabecera para convertirla en una plana y el hueco interior como sacristía. Al exterior cuenta con una torre espadaña de doble ojo en el muro oeste.[4]